# Вільям Л. Торн
Вільям Л. Торн (англ. William L. Thorne; 14 жовтня 1878, Фресно — 10 березня 1948, Фресно) — американський актор.

## Вибрана фільмографія
| Рік  |   | Українська назва | Оригінальна назва | Роль              |
| ---- | - | ---------------- | ----------------- | ----------------- |
| 1929 | ф | Громобій         | Thunderbolt       | інспектор поліції |
| 1930 | ф | Авраам Лінкольн  | Abraham Lincoln   | Том Лінкольн      |